# 卢世钤
卢世钤（1915年2月18日—2012年10月23日），福建南平人。南平市副市长，全国人民代表大会和福建省人民代表大会代表，中国“炭黑之父”。

## 生平

#### 早年经历
民国4年（1915年）2月18日，卢世钤出生于南平市延平区茫荡镇宝珠村。在环境的影响下，卢世钤5岁时就进入宝珠“宝龟两等学堂”学习。1931年，卢世钤作为闽北公立中学选拔出的三名高中生之一，参加由4所学校共同主办的抗日演讲竞赛。由于他的演讲内容精彩，荣获竞赛的第一名，并有幸受到当时的驻军首长接见。1932年到1933年，卢世钤随家人前往上海，在光夏中学高中部继续学习，直至高中毕业。
1934年秋，卢世钤被上海蒙藏学院录取，攻读建设系。卢世钤除认真学习专业知识外，课后还广泛涉猎其他学科的相关知识，积极参加各类调研，并大量撰写和发表了包括《西康公路建筑计划》在内的数十篇科普类文章及有关国家建设的政治性文章。
1936年，卢世钤在上海蒙藏学院毕业之后，就不断致力于救国强国。从苏州军训回到上海后，卢世钤受聘于中国教育电影社负责电影脚本编写及摄影工作，普及科学知识。摄制的影片包括《太阳的功能》、《科学养鸡法》、《科学养兔法》等。同年8月，卢世钤接到教育部电教委员会通知，参加上海抗战纪录片的摄制工作。11月，卢世钤将花费三个月、冒着生命危险、深入战区所拍的视频剪辑成长达2000英尺的纪录片，邮寄给位于南京的教育部电教委员会，这部纪录片也成为抗战历史中一份极其重要的影像资料。

#### 晚年经历
晚年的卢世钤认为，茫荡山有利于发展旅游业，因此，卢世钤在任南平市副市长期间，聘请有关专家考察，并让相关部门对茫荡山景区作出总体规划，为保护开发提供有力依据。卢世钤于2012年重阳节逝世。